# 남종면
남종면(南終面)은 대한민국 경기도 광주시에 있는 면이다. 이 지역은 과거 사옹원의 분원이 있었던 곳이다. 현재의 이 면의 면사무소 소재지인 분원리가 사옹원의 분원이 있었던 지역의 지명에서 유래한다.

## 연혁
남종면은 조선 영조 1747년 양근군에 속하였으며 당시 남쪽에 위치하였다고 하여 남종면이라 불렀다.
- 1908년 9월 1일 양근군과 지평군을 폐합하여 양평군 남종면이라 개칭
- 1914년 3월 1일 양평군으로부터 광주군에 편입됨(10개리)
- 1972년 5월 12일 팔당댐 건설로 인하여 우천리 14.9km2 침수
- 1973년 7월 1일 행정구역 개편으로 퇴촌면에서 금사리, 이석리, 삼성리 3개 리가 편입되어 13개 리가 됨[3]
- 1979년 12월 30일 본면 현청사 50평 신축
- 1985년 9월 30일 현청사 2층에 회의실 50평 증축
- 2004년 7월 12일 행정통 · 리반 조정으로 삼성리가 삼성1,2,3리로 나뉘어 15개리가 됨

## 법정리
- 분원리(分院里): 면 행정복지센터 소재지
- 검천리(檢川里)
  - 검단마을(檢丹), 능곡(陵谷, 모래내), 난산(卵山, 알미), 종탄(終灘, 종여울)
- 수청리(水靑里)
  - 구항동(狗項洞, 개목이), 작은청탄(靑灘, 샛말), 큰청탄, 청수마을, 중목산밑마을, 섬말
- 귀여리(歸歟里)
  - 귀실(구실), 수리울(주곡동), 제청말(祭廳), 능골(욧골)
- 우천리(牛川里): 수몰
  - 소내마을
- 금사리(金沙里)
  - 구터마을, 끝에말
- 삼성리(三成里)
  - 삼정골(三政谷), 과학동(過鶴洞, 괘기), 족자동(簇子洞)
- 이석리(二石里)
  - 석림(石林), 석호(石湖, 정지꾸미)

## 특산물
- 고들빼기
- 참붕어

## 교육
- 분원초등학교 (분원리)
  - 삼성분교 (폐교 / 現 삼성교통체험학습장) - 남종면 태허정로 437-45 (삼성리)